# Homo rhodesiensis
Homo rhodesiensis – nazwa zaproponowana dla gatunku hominida, którego czaszkę znaleziono w kopalni żelaza i cynku w Rodezji Północnej w 1921 roku przez Toma Zwiglaara, szwajcarskiego górnika. Szacowany okres występowania: 300–120 tys. lat temu. Obszar występowania: Zambia.
Współcześnie Homo rhodesiensis przypisywany jest do czasem gatunku Homo heidelbergensis lub Homo helmei (włączany z kolei do Homo sapiens).